# Hubert van Eyck
Hubert van Eyck, född 1366 i Maaseik, död 18 september 1426, var en flamländsk målare som samarbetade med och kom att stå i skuggan av sin yngre bror Jan van Eyck.
Hubert van Eyck är endast känd genom en inskript på Gentaltaret, där han framhålls som dess främste konstnär framför brodern Jan.

## Bilder
| - Gentaltaret. - De tre Mariorna vid graven. |